# Клода (Лещинський повіт)
Клода (пол. Kłoda, нім. Roden) — село в Польщі, у гміні Ридзина Лещинського повіту Великопольського воєводства.
Населення — 1119 осіб (2011).
У 1975-1998 роках село належало до Лешненського воєводства.

## Демографія
Демографічна структура станом на 31 березня 2011 року:
|          | Загалом | Допрацездатний вік | Працездатний вік | Постпрацездатний вік |
| -------- | ------- | ------------------ | ---------------- | -------------------- |
| Чоловіки | 591     | 133                | 403              | 55                   |
| Жінки    | 528     | 89                 | 342              | 97                   |
| Разом    | 1119    | 222                | 745              | 152                  |